# Biblioteka Główna Akademii Górniczo-Hutniczej
Biblioteka Główna Akademii Górniczo-Hutniczej im. Stanisława Staszica w Krakowie – biblioteka akademicka, gromadząca literaturę naukową i techniczną z zakresu dziedzin reprezentowanych na tej uczelni.

## Historia

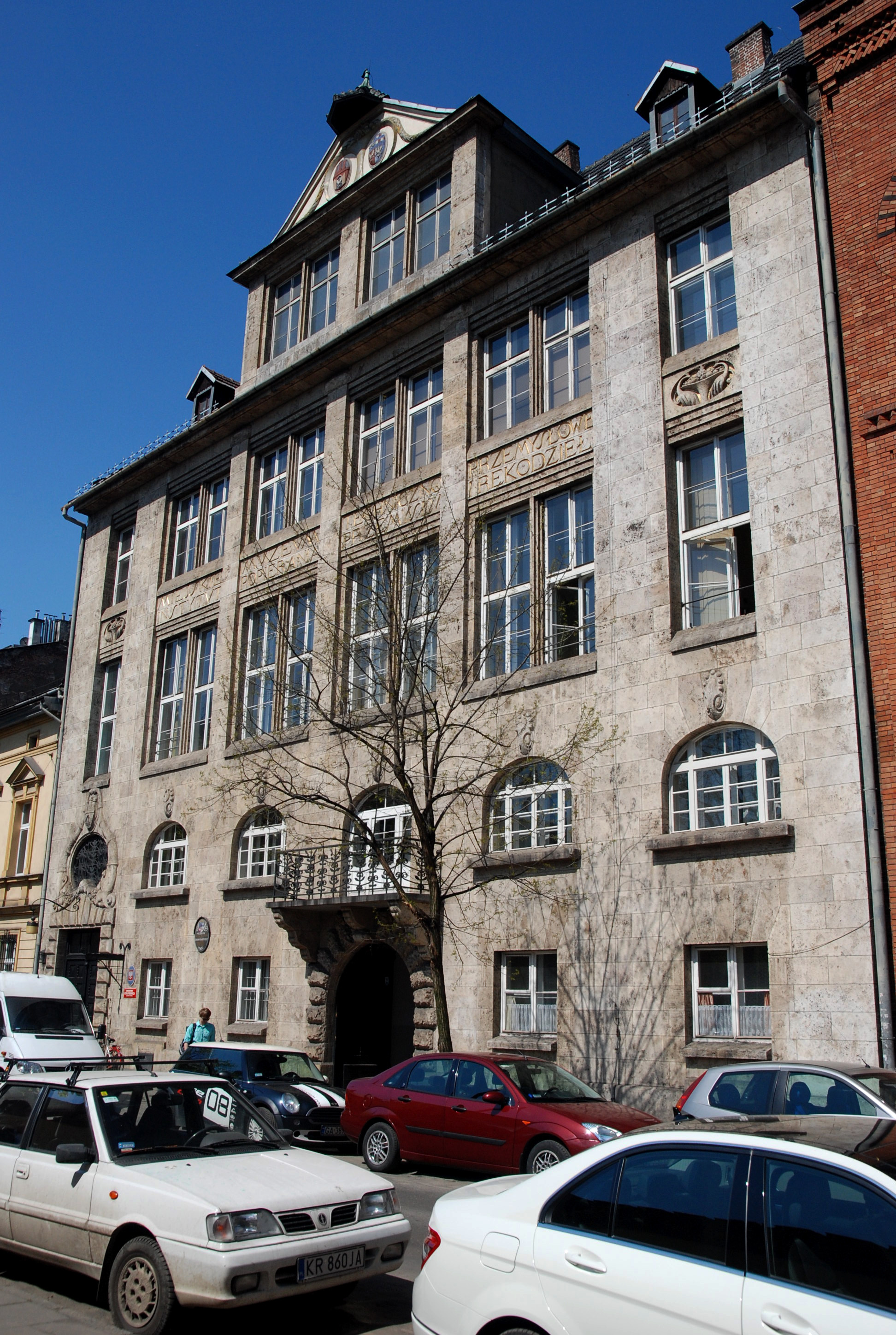
Budynek przy ul. Smoleńsk 7

Biblioteka powstała w roku akademickim 1921/22, powołana przez Senacką Komisję Biblioteczną na Ogólnym Zebraniu Profesorów 12 grudnia 1921 r. Komisja odpowiadała za organizację i rozwój Biblioteki, wyznaczała kierunki jej działania, czuwała nad profilem gromadzonych zbiorów i zabiegała o pozyskiwanie darów. Przewodniczący Komisji pełnił jednocześnie honorowo obowiązki kierownika biblioteki. Do prowadzenia prac bibliotekarskich zatrudniono od 1 stycznia 1922 r. bibliotekarkę Marię Kuszową. Na początku z centralnej biblioteki uczelni mogli korzystać tylko profesorowie, od 1923 r. również studenci, dla których otwarto czytelnię. 
W latach 20. księgozbiór powiększał się głównie dzięki darom profesorów Uczelni oraz instytucji naukowych, polskich i zagranicznych. Na skutek starań Marii Skłodowskiej-Curie działającej w Komitecie Współpracy Intelektualnej Ligi Narodów, Biblioteka otrzymywała z wymiany naukowe czasopisma francuskie, w zamian za publikacje pracowników Akademii. W latach 30. Biblioteka uzyskała m.in. dotacje ministerialne na zakupy czasopism, głównie z zakresu górnictwa, hutnictwa i mineralogii. W 1938 r. księgozbiór liczył 17.194 wolumeny. 
Początkowo Biblioteka mieściła się przy ul. Loretańskiej 18; w 1924 r. przeniesiona do budynku przy ul. Smoleńsk 7, a w 1929 r. - do nowego gmachu Akademii Górniczej przy al. Mickiewicza 30.
W czasie II wojny światowej księgozbiory Biblioteki Głównej i bibliotek zakładowych Wydziału Górniczego zostały zdeponowane w nowym gmachu Biblioteki Jagiellońskiej, gdzie jako wyodrębniona kolekcja wchodziły w skład tzw. Staatsbibliothek. Po zakończeniu wojny uszczuplone o ok. 25% zbiory powróciły do odrestaurowanych pomieszczeń gmachu głównego Akademii. Przełomowym momentem w działalności Biblioteki było zatrudnienie na stanowisku kierownika w 1949 r. zawodowego bibliotekarza Władysława Piaseckiego, który od 1955 r. pełnił funkcję dyrektora. Korzystając z rozwiązań i osiągnięć bibliotekarstwa światowego, zorganizował bibliotekę jako nowoczesny warsztat naukowo-dydaktyczny i uczelniane centrum informacji naukowej. Dzięki staraniom Piaseckiego w 1966 r. został oddany do użytku nowy, wolno stojący budynek Biblioteki – pierwszy modularny budynek biblioteczny w Polsce. Lata 70. i 80. to okres intensywnych prac nad automatyzacją procesów bibliotecznych i prac informacyjnych. Lata 90. to głównie rozwój komputeryzacji, którą zastosowano w większości procesów bibliotecznych – gromadzenie, katalogowanie, wypożyczanie i informacja o zbiorach. Od 1992 r. Biblioteka korzysta ze zintegrowanego systemu bibliotecznego VTLS; od 2002 r. uczestniczy w tworzeniu narodowego katalogu centralnego NUKAT. Budynek Biblioteki dwukrotnie przechodził modernizacje; ostatnio w latach 2012-2014 połączoną z dobudową jednego segmentu i wymianą elewacji oraz licznymi usprawnieniami ułatwiającymi obsługę czytelników, w tym osób niepełnosprawnych.

## Zbiory biblioteki
Księgozbiór Biblioteki odpowiada tematyce prowadzonych w Uczelni badań i kierunkom studiów. Obejmuje szeroki wachlarz nauk podstawowych (matematyka, fizyka, chemia), nauk związanych z rozpoznaniem, wydobyciem i przeróbką surowców mineralnych oraz intensywnie rozwijających się dziedzin, takich jak: informatyka, telekomunikacja, robotyka, inżynieria materiałowa, a także zarządzanie i nauki humanistyczne.
Podstawowe rodzaje zbiorów to: książki (438315 wol.), czasopisma (148285 wol.) oraz zbiory specjalne (340240 wol.), na które składają się opisy patentowe, normy, zbiory kartograficzne, literatura techniczno-handlowa, a także rozprawy doktorskie bronione w AGH..  
Z zasobów Biblioteki została wyodrębniona Kolekcja Historyczna, czyli publikacje o wyjątkowej wartości i znaczeniu dla dziedzictwa narodowego; są to głównie starodruki i pozycje wydane do 1945 r. (wydawnictwa zwarte, periodyki, normy, opisy patentowe, mapy).
Oprócz gromadzenia zbiorów w formie drukowanej Biblioteka organizuje dostęp do kilkudziesięciu polskich i zagranicznych komputerowych baz danych oraz kilku tysięcy czasopism w wersji elektronicznej, a także kolekcji e-książek.

## Struktura
Wypożyczalnie:

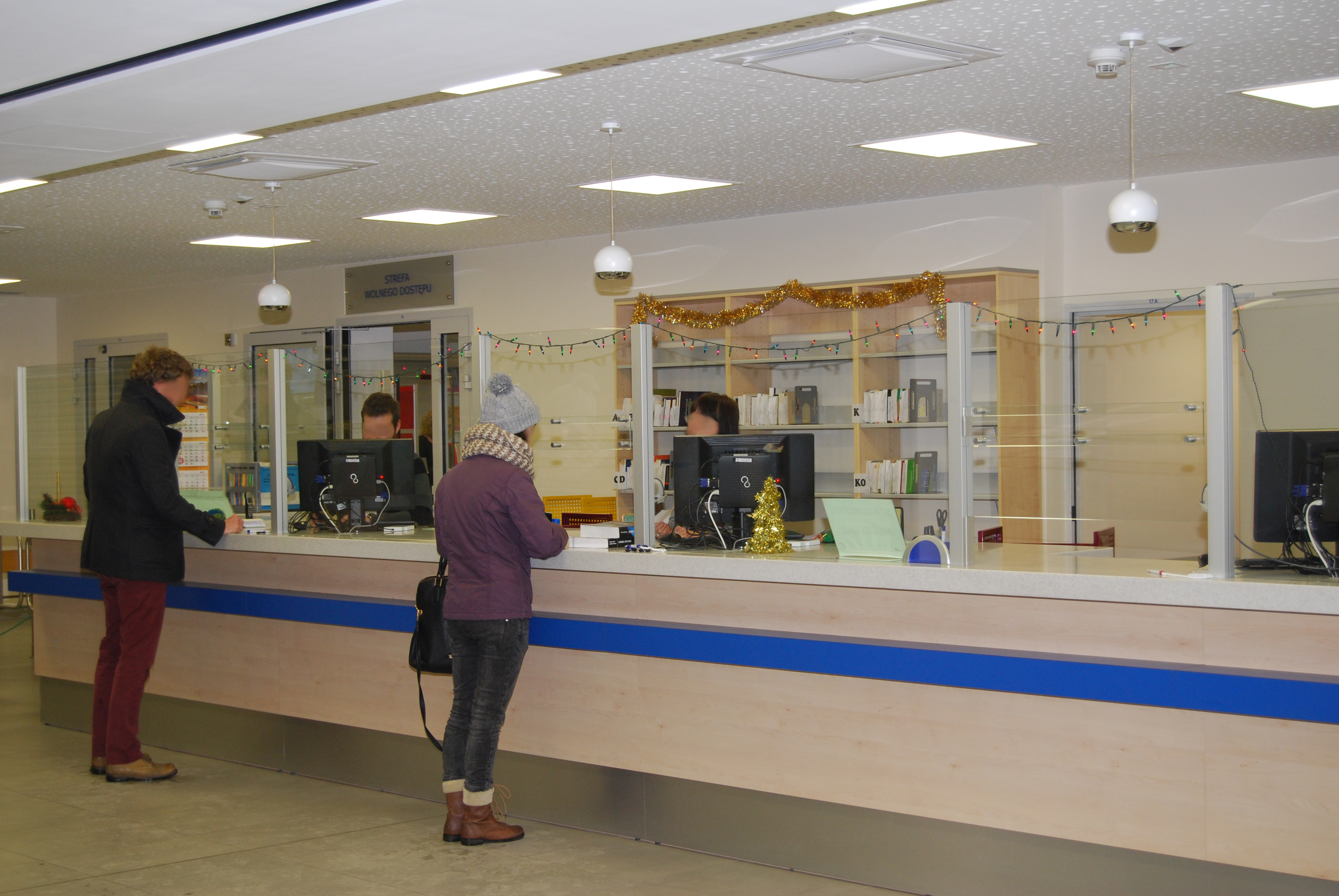
Wypożyczalnia BG AGH

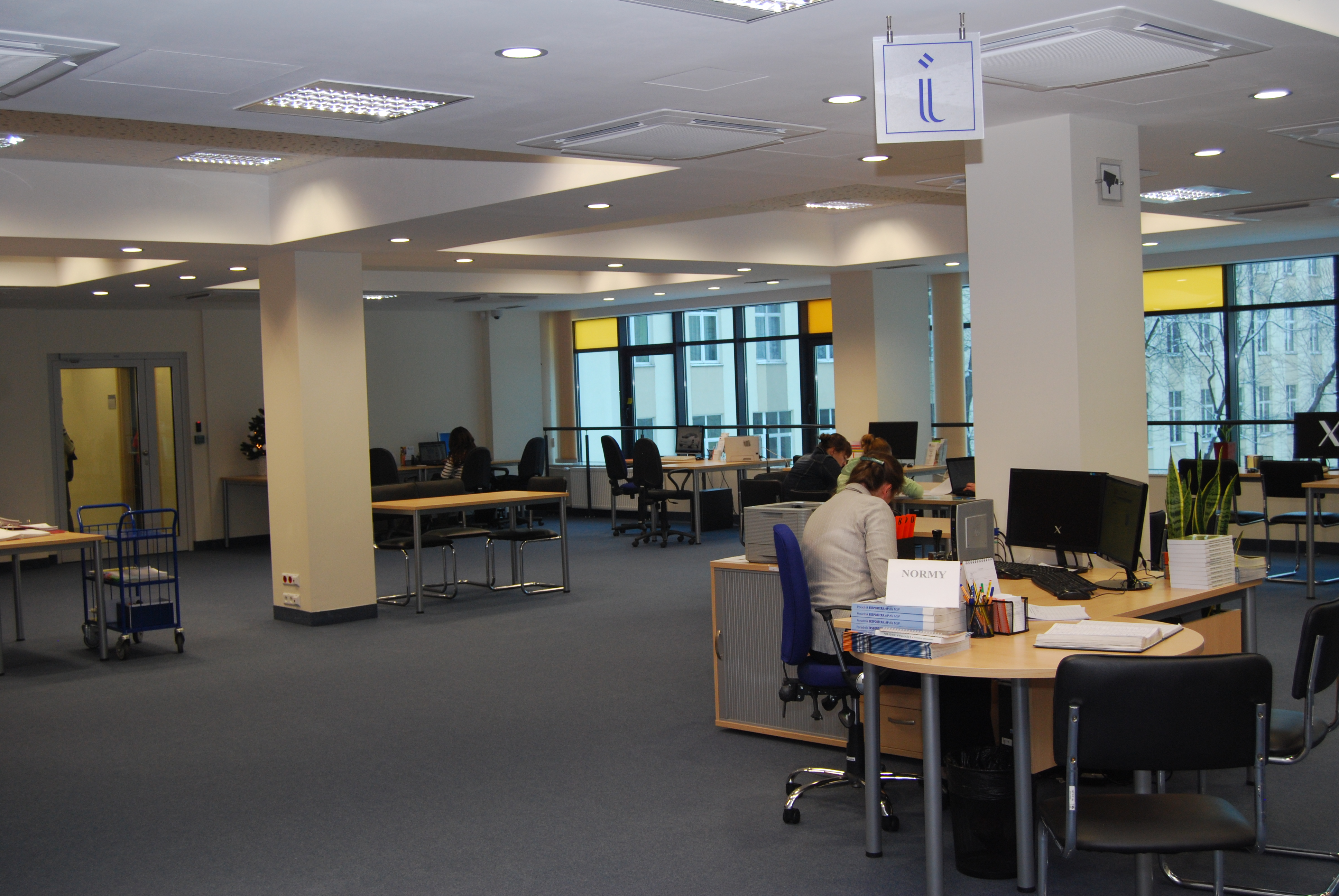
Czytelnia Norm, Patentów i Zbiorów Kartograficznych BG AGH

- Wypożyczalnia dla Studentów i Pracowników, ze Strefą Wolnego Dostępu oraz Biblioteką Beletrystyczną
- Wypożyczalnia Międzybiblioteczna

Czytelnie:
- Czytelnia Główna
- Czytelnia Oddziału Informacji Naukowej
- Czytelnia Norm, Patentów i Kartografii
- Czytelnia Książek Własnych

## Strefa Wolnego Dostępu
17 lutego 2014 roku w Bibliotece otwarto Strefę Wolnego Dostępu do księgozbioru dydaktycznego, umożliwiając czytelnikom swobodny dostęp do wybranych książek oraz ich samodzielne wypożyczenie za pomocą dwóch automatów SelfCheck.

## Portal Historia AGH
Pracownicy Biblioteki Głównej tworzą projekt Historia AGH - portal przedstawiający fakty i daty z dziejów Akademii Górniczo-Hutniczej (wydziałów, katedr, jednostek pozawydziałowych) oraz sylwetki osób związanych z Uczelnią (m.in. członków Komitetu Organizacyjnego, rektorów, dziekanów, doktorów honoris causa).